# Tina Matusińska
Tina Matusińska z domu Polak (ur. 12 lipca 1988 w Mysłowicach) – polska lekkoatletka specjalizująca się w biegu na 400 metrów przez płotki. 

## Życiorys
Na międzynarodowej imprezie zadebiutowała w 2005 docierając do półfinału biegu na 400 metrów podczas mistrzostw świata juniorów młodszych. W kolejnym sezonie indywidualnie wystąpiła w półfinale biegu przez płotki na mistrzostwach świata juniorów – na tej samej imprezie znalazła się w składzie sztafety 4 x 400 metrów, która uplasowała się na ósmym miejscu w finale. Startowała w finałach mistrzostw Europy juniorów w 2007 (siódma w biegu płotkarskim i piąta w sztafecie) oraz młodzieżowych mistrzostw Starego Kontynentu w 2009 (siódma w biegu płotkarskim, szósta w sztafecie). Zajęła siódme miejsce na uniwersjadzie w 2011. Reprezentantka Polski w drużynowym czempionacie Europy oraz medalistka mistrzostw Polski seniorów. Członkini grupy lekkoatletycznej Silesiathletics. W związku z ciążą nie startowała w sezonie 2013. Zakończyła karierę w 2016.
Rekord życiowy w biegu na 400 metrów przez płotki – 55,87 (16 czerwca 2012, Bielsko-Biała). Matusińska była nieoficjalną rekordzistką Polski w biegu na 500 metrów – 1:10,16 (3 maja 2012, Sosnowiec).